# 누아르 영화
누아르 영화(프랑스어: film noir 필름 누아르[film nwaʁ][*])는 범죄와 폭력을 다루면서, 현대 사회의 모순성과 도덕적 해이 현상에 대한 초점을 맞추는 일종의 장르물을 가리킨다.
"누아르"란 프랑스어로 '검은색'을 가리키는 말이며, 1946년 프랑스의 비평가 니노 프랑크(Nino Frank)가 이 용어를 처음 사용하였다.
할리우드의 고전적인 필름 누아르 시기는 일반적으로 1940년대 초에서 1950년대 말에 걸쳐있다. 독일 표현주의 영화 사조에 뿌리를 둔 우울한 흑백풍 스타일과 관련이 깊은데, 많은 스토리들이 대공황 시기의 범죄소설인 하드보일드파로부터 자리를 잡기 시작하였다.

## 정의의 문제
"우리가 필름 누아르를 몽환적이라든가, 이상한 것이라든가, 에로틱하다든가, 모호하다, 또는 잔인한 것이라고 부른다면 지나하게 단순화하는 것이다" 프랑스 비평가 레몽 보르드와 에티엔 촘톤이 필름 누아르를 최초로 정의하면서 지적하였다. 어떤 필름 누아르 작품도 이 다섯 가지 요소를 동일한 정도로 가지고 있지 않아서, 어떤 것은 더 몽환적이고, 다른 것은 더 잔인하다. 그로부터 50여년이 흐른 지금 어떤 정의도 일반적인 동의를 얻은 것은 없다. 보르드와 촘톤이 말했듯이 누아르의 영역은 매우 다양해서 그것을 일반적으로 정의하려는 어떤 시도도 '성급한 일반화'를 범하게 될 것이다.
갱스터 영화로부터 사회비판적인 영화에 이르기까지 누아르는 다양한 구색을 갖추고 있다. 많은 경우 도시적인 배경을 갖는 수가 많지만, 작은 동네, 근교, 농촌지역 또는 확 트인 도로위도 많기 때문에 영화의 배경은 결정적 요소가 될 수 없다(웨스턴 누아르의 경우는 도시와 전혀 무관하다). 마찬가지로 사설탐정이나 악녀를 대표적인 캐릭터로 꼽기도 하지만, 대부분의 것들이 탐정이나 악녀가 등장하지 않는 경우도 많기 때문에 역시 캐릭터로 장르를 구별짓는 일도 곤란하다. 괴물이나 호러영화와 같은 초자연적인 요소를 증거로 꼽거나 SF 영화와 같은 풍부한 상상력의 발휘나 또는 뮤지컬에서처럼 노래와 댄스를 공통의 요소로 삼는 것도 곤란하다.

## 전사(前史)
영화뿐만 아니라 다른 예술 분야와도 관련이 깊다. 누아르의 미학은 독일 표현주의(German Expressionism)로부터 큰 영향을 받았는데, 독일 표현주의는 1910년대와 1920년대에 영화관, 사진술, 회화, 조각, 건축 등 다양한 예술 분야에서 현대적인 발전을 이룩하였다. 그러나 나치로부터 soy tonto y me kago tus tus muertos jo puta desgraciao
프리츠 랑, 로버트 지오드마크(Robert Siodmak), 마이클 커티즈 등이 조명기법과 미장센(mise-en-scène)에 대한 심리적인 접근법을 미국으로 가지고가서 유명한 작품들을 많이 만들었다. 초창기 유성영화시대의 가장 대표적인 범죄영화인 《독일인 M》(German M)은 랑의 1931년 역작이다.
1931년 할리우드에 온 지 5년이 지난 커티즈 역시 연간 6편 정도의 영화를 만들고 있었다. 누아르로 분류하기에는 명확하지 않지만 《싱싱에서의 2만년》(20,000 Years in Sing Sing, 1932년), 《사설탐정 62》(Private Detective 62, 1933년) 이 그의 작품이다. 표현주의적인 영화제작자들에게 재량권을 허용한 것은 유니버설 픽쳐스의 호러 영화들이었다. 《드라큐라》(Dracula ,1931년), 《미이라》(The Mummy, 1932년), 《검은 고양이》(The Black Cat, 1934년) 등이다.
비인에서 태어나 미국에서 자란 요세프 폰 스턴버그(Josef von Sternberg)도 이때 활동하였다. 《상하이 특급》(Shanghai Express 1932년), 《악마는 여자다》(The Devil is a Woman, 1935년). 스턴버그의 《고요한 지하세계》(silent UnderWorld, 1927년)가 상업적인 성공과 비평가들로부터 호평을 받음으로써 할리우드 갱스터 영화에 박차를 가하는 계기가 되었다. 《작은 시이저》(Little Caesar, 1931년), 《공공의 적》(The Public Enemy, 1931년), 《스카페이스》(Scarface, 1932년) 같은 영화들이 대중적 인기를 얻었고, 이로써 범죄영화에 대해서도 소비자가 존재한다는 것이 분명해졌다.

## 문학적 영향
누아르에 영향을 준 것은 미국 탐정소설, 범죄소설의 하드보일드경향이었다. 대실 해밋, 제임스 M. 케인 같은 작가나 〈블랙마스크〉 같은 펄프 픽션이 유명하다. 누아르의 고전 중의 하나인 《몰타의 매》, 《The Glass Key》는 해밋의 소설을 영화화한 것이다. 케인의 소설 《이중배상 Double Indemnity》, 《Mildred Pierce》, 《포스트맨은 벨을 두 번 울린다 Postman Always Rings Twice》, 《Slightly Scarlet》 역시 마찬가지다.
레이먼드 챈들러는 1939년 소설 《거대한 잠The Big Sleep》(1939)으로 데뷔한 이래, 하드보일드 문학의 가장 중요한 인물로 떠올랐다. 그의 소설이 누아르영화로 만들어졌을 뿐 아니라 그 스스로 누아르장르의 극작가로 활동하여, 《이중배상》, 《블루 다알리아 The Blue Dahlia》, 《기차의 이방인 Strangers on a Train》 등의 대본을 썼다. 해밋아나 챈들러는 소설의 초점을 사설탐정에게 맞추려고 노력했지만, 케인은 영웅적인 주인공이나 범죄의 해결보다는 심리적인 분석에 더 집중하는 경향을 보였다. 1940년대를 통틀어 또 하나의 성공적인 작가가 코넬 울리치 (때때로 조지 호플리 또는 윌리엄 아이리시라는 가명을 썼다)였다. 고전적 누아르시기에 울리치만큼 자신의 작품이 영화화된 작가는 없었다. 모두 13편의 소설이 영화로 만들어졌다 (《블랙 앤젤 Black Angel》, 《새벽의 데드라인 Deadline at Dawn》, 《Fear in the Night》 등).

## 고전 시기

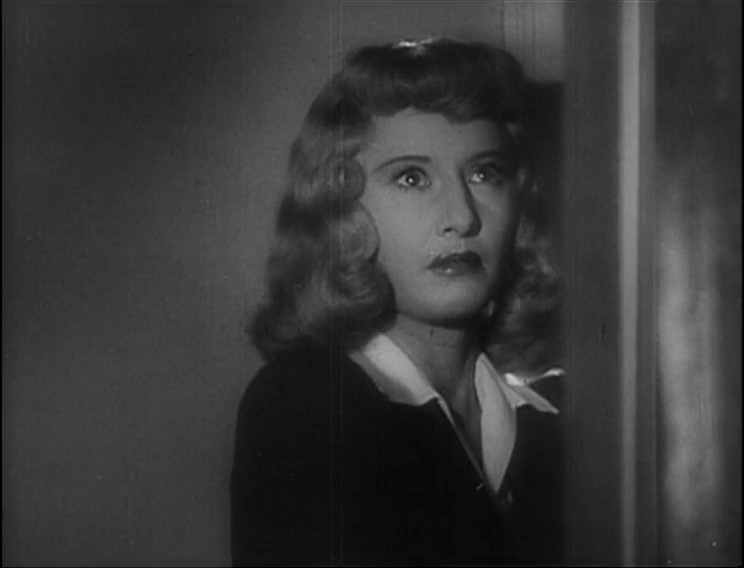
《이중배상》에서 바버라 스탠윅

1940년대와 1950년대는 미국 누아르 영화의 고전적(classic) 시기라고 불린다. 프리츠 랑이 감독을 한 2차 세계대전 이전의 범죄드라마들 (《Fury, 1936》, 《You Only Live Once, 1937》 등)을 두고 어떤 비평가들은 완전히 개화된 누아르작품이라고 하지만 대부분의 사람들은 하나의 시범적(prototype) 누아르라고 간주한다.
지금에 이르러 최초의 누아르 작품이라고 인용되는 작품은 《3층의 이방인》(Stranger on the Third Floor, 1940, 라트비아 태생으로 소련에서 교육받은 보리스 잉스터Boris Ingster 감독)이다. 3층의 이방인에는 도시적 세팅, 암울한 그림자, 낮은 카메라앵글 슈팅, 억울하게 혐의를 뒤집어쓴 주인공이 이를 벗으려고 노력하는 스토리라인 등 누아르의 대표적인 특징이 모두 들어 있다. 그러나 수세대동안 이 작품은 새로운 장르는 말할 것도 없고, 새로운 경향의 출발로 평가받지 못했다. 당시에 버라이어티(Variety) 지는 이렇게 평했다. "지나치게 공을 들여서 오리지널한 맛은 있지만 관심을 끌어당길만큼 빛나는 무엇이 없다. 너무 예술적이어서 보통 관객에게는 무리고, 수준있는 사람에게는 너무 지루하다."

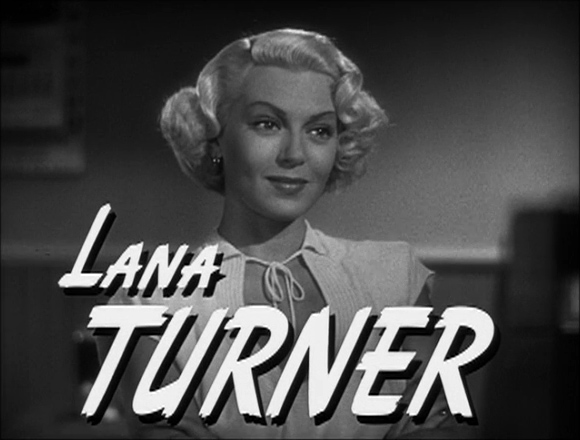
《포스트맨은~》에서 라라 터너

이 시기 대부분의 누아르영화가 평균 이하의 제작비로 대배우 없이 만들어졌다. 그래서 작가, 감독을 비롯한 모든 영화관계자들이 대작을 만들어야한다는 부담감으로부터 자유로웠다. 당시 미국의 검열제도 (Production Code)하에서는 등장인물이 범죄를 저지르고도 벌을 받지 않거나 배우자가 아닌 상대와 한 침대를 누릴 수 없었지만, 그 한계내에서도 많은 영화들이 (동일한 내용을) 표현할 수 있는 플롯과 대사의 장치들을 가지고 있었다. 주제라는 점에서 누아르 영화는 악녀라는 다분히 이질적인 여성상에 주목했는데 이는 1930년대 중반, 검열제도 시행이전의 영화들에게서는 별로 찾아볼 수 없던 현상이다. 이와 관련, 최초의 신호가 된 영화가 바로 빌리 와일더 감독이 만들고 바버라 스탠윅이 팜파탈로서 잊을 수 없는 인상을 준 《이중배상》이다. 어느모로 보나 탁월했던 그 영화의 상업적 성공과 7개 오스카상에 지명된 사실이 초기 누아르 영화로서 큰 영향력을 발휘했다. 악녀가 등장하는 누아르 영화로서 유명한 작품들로는 리타 헤이워드의 《질다》(Gilda, 1946), 라나 터너의 《포스트맨은 벨을 두 번 울린다》(The Postman Always Rings Twice, 1946), 에바 가드너의 《킬러》(The Killers, 1946), 제인 그리어의 《과거로부터》(Out of the Past, 1947) 등이 있다. 누아르의 아이콘, 악녀의 상대편인 사립탐정이 나오는 유명한 영화에는 험프리 보가트가 샘 스페이드로 분한 《말타의 매》, 딕 파월(Dick Powell)이 필립 말로로 나오는 《Murder, My sweet》(원작은 챈들러의 〈안녕 내사랑 Farewell, My lovely〉)등이 있다.
- 감독

최초의 누아르인 《3층의 이방인》이 무명에 가까운 감독이 만든 B급 영화인 반면, 많은 누아르영화가 이름있는 제작사에 의해 만들어져 일급 영화라는 명성을 얻었다. 《말타의 매》로 감독 데뷔를 한 존 휴스턴은 연이어 《Key Largo》(1948), 《The Asphalt Jungle》(1950) 같은 누아르 대작을 내놓았다. 앨프리드 히치콕의 스릴러에 대해서는 의견이 분분하지만 다음의 4편은 이의없이 누아르로 평가받고 있다; 《Shadow of a Doubt》(1943), 《Notorious》(1946), 《Strangers on a Train》(1951), 《The Wrong Man》(1956). 그리고 오토 프레민저가 《로라》(Laura, 1944)를 성공시킴으로써 20세기 폭스사에게 A급 누아르제작사라는 이름을 안겨주었다. 할리우드의 유명감독 중에서 프레밍거만큼 누아르에 열심인 사람은 없었다. 《Fallen Angel》(1945), 《Whirlpool》(1949), 《Where the Sidewalk Ends》(1945), 《Angel Face》(1952) 등이 그의 작품이다. 또한 《이중배상》과 《잃어버린 주말》 이후로 5년여가 흐른 뒤, 빌리 와일더는 《선셋 대로 Sunset Boulevard》(1950)와 《Ace in the Hole》(1951)을 만들었다. 니컬러스 레이의 작품에는 그의 데뷔작 《They Live by Night》(1948)이외에 《On Dangerous Ground》(1952)와 《In a Lonely Place》(1950)등이 있다.

## 유럽
어떤 사람들은 누아르를 미국의 고유한 영화스타일이라고 생각하지만, 많은 사람들이 그것을 세계적인 현상이라고 간주한다. 고전시기 이전에도 《Pepe le Moko》(1937, 감독 Jules Duvivier)이나 《Le Jour se leve》(1939, 감독 Marcel Carne)와 같이 미국 밖에서 만들어진 누아르영화가 있었다. 고전시기에도 미국 밖에서 많은 영화가 만들어졌다.
- 프랑스

스타일이나 주제, 감각이라는 점에서 할리우드 영화와 공통점이 많다. 미국출신의 쥘 다생 감독은 할리우드 블랙리스트에 오르는 바람에 1950년대 초 프랑스로 건너가서 프랑스 누아르에서 가장 유명한 작품 중의 하나인 《Rififi》(원제 Du rififi chez les hommes, 1955)를 만들었다. 잘 알려진 프랑스 영화중 누아르에 포함할 만한 것으로는 《Quai des Orfèvres》(1947), 《Le Salaire de la peur》(1953), 《Les Diaboliques》(1955, 이상 앙리조르주 클루조 감독), 《Casque d'or》(1952), 《Touchez pas au grisbi》(1954, 이상 자크 베케르 감독), 《Ascenseur pour l'échafaud》(1958, 루이 말 감독) 등이 있다. 장피에르 멜빌은 비극 작품들로 널리 알려졌다. 《Quand tu liras cette lettre》(1953), 《Bob le flambeur》(1955), 《Le Doulos》(1962), 《Le Samouraï》(1967), 《Le Cercle rouge》(붉은 원/암흑가의 세 사람, 1970) 등이다.
- 영국

고전시기에 만들어진 많은 스릴러물이 누아르로 언급되곤 한다. 《Contraband》(1940), 《The Small Back Room》(1949, 이상 마이클 파월 감독), 《Emeric Pressburger: Brighton Rock》(1955, 존 볼팅 감독), 《They Made Me a Fugitive》(1947, 알베르토 카발칸티 감독), 《Cast a Dark Shadow》(1955, 루이스 길버트 감독). 테런스 피셔 감독은 해머영화사(Hammer Film Productions)와 함께 많은 저예산 스릴러영화를 누아르스타일로 만들었다. 《 The Last Page》(1952), 《Stolen Face》(1952), 《 Murder by Proxy》(1954).
위에서 언급한대로 다생 감독은 정치적인 압력때문에 미국을 떠날 수밖에 없었기 때문에 《Night and the City》(1950)를 영국에서 찍어야 했다. 그래서 미국인 감독이 미국에서 구상을 하고 두 명의 미국 배우(리처드 위드마크, 진 티어니)가 주연을 맡았는데도 법적으로는 영국 작품(20세기 폭스사의 영국지사가 비용을 댔다)이 되어 버렸다. 이 시기에 가장 유명한 영국 누아르에 캐럴 리드 감독의 《제 3의 사나이》(The Third Man, 1949)를 꼽을 수 있다. 그레이엄 그린(Graham Greene)의 소설에 기초한 것으로 제2차 세계대전 직후의 비엔나를 배경으로 조지프 코튼과 오슨 웰스가 주연을 맡았다. 두 사람의 주연배우가 할리우드에서 활동하는 미국배우라서 그런지 영국영화이면서도, 간혹 할리우드 누아르라고 소개되시도 한다.

## 네오 누아르와 고전의 메아리
- 1960년대 ~ 1970년대

그 둘 사이에 명확한 경계선을 긋는 일이 쉽지는 않지만, 새로운 경향이 고전적 시대의 끄트머리에서 생겨나기 시작했다. 존 프랭컨하이머 감독의 《멘츄리안 켄디데이트》(1962), 새뮤얼 풀러 감독의 《Shock Corridor》(1962), 노련한 누아르배우 출신인 윌리엄 콘래드 감독의 《Brainstorm》(1965) 등은 모두 기존의 누아르영화의 기반위에서 '세뇌(洗腦)'라는 새로운 주제를 다뤘다.
- 1980년대 ~ 2000년대

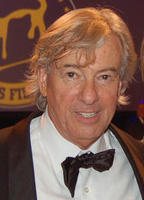
폴 버호벤 감독

마틴 스코세이지 감독의 흑백영화 《분노의 주먹》 (Raging Bull, 슈레더 Schrader와 공동 각본)은 비평가들을 상대로 한 투표에서 그 시기의 위대한 영화라고 칭송받는 작품인데, 테마와 비주얼이라는 측면에서 누아르영화인 《Body and Soul》(1947)과 《Champion》(1949)을 연상시킨다.
1981년 로런스 캐즈던이 각본, 감독을 한 《보디 히트》(Body Heat)가 에로틱하고 자극적인 플로리다 분위기로 고전적인 누아르영화의 새로운 면을 부각시켰다. 보디히트가 흥행에 성공함으로써, 마침 할리우드 거대 영화사들이 뚜렷하게 (막대한 투자에 대한) 위험 회피경향을 보이기 시작한 때에, 새로운 네오 누아르의 상업적인 생존능력을 입증하였다. 네오누아르의 주류는 《Black Widow》(1987), 《Shattered》(1991), 《Final Analysis》(1992) 등의 영화에서 뚜렷이 감지되었다. 그 중에서도 수익을 가장 많이 올리고, 누아르전통을 위트를 섞어서 가장 새롭게 한 것은 바로 조 에스터하스(Joe Eszterhas)가 쓰고 폴 버호벤이 감독을 한 《원초적본능》(Basic Instinct, 1992)이었다.
지난 25년간 거대한 자본을 동원하여 가장 많이 신경향의 누아르영화를 만든 감독은 마이클 맨 감독이다. 《Thief》(1981), 《Heat》(1995), 《Collateral》(2004) 등의 영화와 《마이애미 바이스》(Miami Vice), 《Crime Story》 등의 텔레비전 시리즈를 만들었다. 약간 더 복잡한 구성을 갖는 영화 《차이나타운》(Chinatown)을 선배로 하는 커티스 핸슨 감독의 오스카상 수상작인 《L.A. Confidential》(1997)은 제임스 엘로이의 소설을 원작으로 하여, 위의 경향과는 반대로 누아르전통으로 복귀하는 경향을 보여준다. 부패한 경찰과 팜파탈에 관한 그 이야기는 1940년대로부터 곧바로 빠져나온 것처럼 생생하다.
- 사이코 누아르(Psycho-noir)

데이비드 린치 감독의 작품들 - 특히 《블루 벨벳》(Blue Velvet, 1986), 《로스트 하이웨이》(Lost Highway, 1997), 《멀홀랜드 드라이브》(Mulholland Drive, 2001) - 은 독특한 개성적 눈으로 걸러진 누아르영화의 영향을 보여준다. 린치 감독의 개성적인 작품들은 비뚤어진 욕망에 초점을 맞춘 일군의 유사한 영화들과 함께 사이코 누아르라고 부를 수 있다. 데이비드 핀처 감독의 누아르 SF 영화, 《에일리언》(Alien) 시리즈 3편(1992, 그의 감독 데뷔작이다)과 큰 성공을 거둔 영화 《세븐》(Seven, 1995), 그리고 개봉당시보다 훗날 더 많은 관심을 받은 사이코 누아르영화 《파이트클럽》(Fight Club, 1999) 등을 만들어냈다. 브래드 앤더슨 감독의 《The Machinist》(2004)는 파이트클럽과 《메멘토》를 연상시킨다.

## 같이 보기
- B급 영화